# Cadastre de France
Le cadastre de France est un ensemble de plans et fichiers administratifs qui recense toutes les propriétés foncières situées dans chaque commune française, et qui en consigne la valeur afin de servir de base de calcul à certains impôts.
Il sert également un très grand nombre de politiques publiques concernant l'aménagement du territoire, que ce soit urbain, rural, industriel ou commercial.
Le plan cadastral tel que nous le connaissons aujourd’hui trouve son origine conceptuelle dans les premières années de la Révolution ; toutefois il faut attendre l’émergence d’un État fort et – surtout – centralisé pour que naissent les premières tentatives de « cadastration » en masse du territoire national. Dans le but de remédier aux injustices fiscales de l'Ancien Régime, le cadastre a été réalisé pour l'ensemble du territoire national dans la première moitié du XIXe siècle, et on qualifie ce cadastre de « napoléonien ». Ainsi sous le Consulat puis sous l’Empire, une administration du Cadastre se met en place pour parvenir à achever la cadastration du pays vers la fin des années 1850. Avec une vocation purement fiscale (i.e. définir l’assiette de recouvrement de l’impôt foncier), le plan cadastral n’est dès son origine en aucun cas un plan de propriété. Cependant il en a, en quelque sorte, toujours constitué les prémices.

## Étymologie
Le terme « cadastre » provient du grec byzantin κατάστιχον via le vénitien catastico  puis l'italien catasto, catastro, et le provençal cathastre.

## Histoire
Les premiers cadastres apparaissent dans l’Égypte antique avec la délimitation des parcelles par des calculs mathématiques, en réponse aux crues du Nil. On en retrouve également des traces dans l'antiquité sumérienne (Babylone, vers 2340-2200 avant notre ère), grecque et romaine.
À partir du XVe siècle, le livre terrier, aussi appelé plan terrier, constitue le document foncier et fiscal de l'administration seigneuriale.
En France, les États généraux tenus sous Charles VIII avaient demandé l'établissement du cadastre dans tout le Royaume, sans grand succès puisque cette demande apparaît de nouveau dans de nombreux cahiers de doléance de 1789.
De nombreux essais avaient néanmoins été effectués avant 1790, comme le cadastre de Bertier de Sauvigny, mais le cadastre général de la France n’existait pas lorsque l’Assemblée constituante fit de la contribution foncière la base de son système fiscal,.
Les bases juridiques de ce cadastre furent définies par les lois d’août et septembre 1791, prévoyant de lever des plans de masse présentant la circonscription de la commune et sa division en sections, elles-mêmes divisées en parcelles qui composaient le territoire de chaque commune. L'article 1er du décret de la loi du 16 septembre 1791 précise :

« Lorsqu'il sera procédé à la levée du territoire d'une commune, l'ingénieur chargé de l'opération fera d'abord un plan de masse qui présentera la circonscription de la commune et sa division en sections, et formera ensuite les plans de détail qui composeront le parcellaire de la commune. »

### Cadastre napoléonien

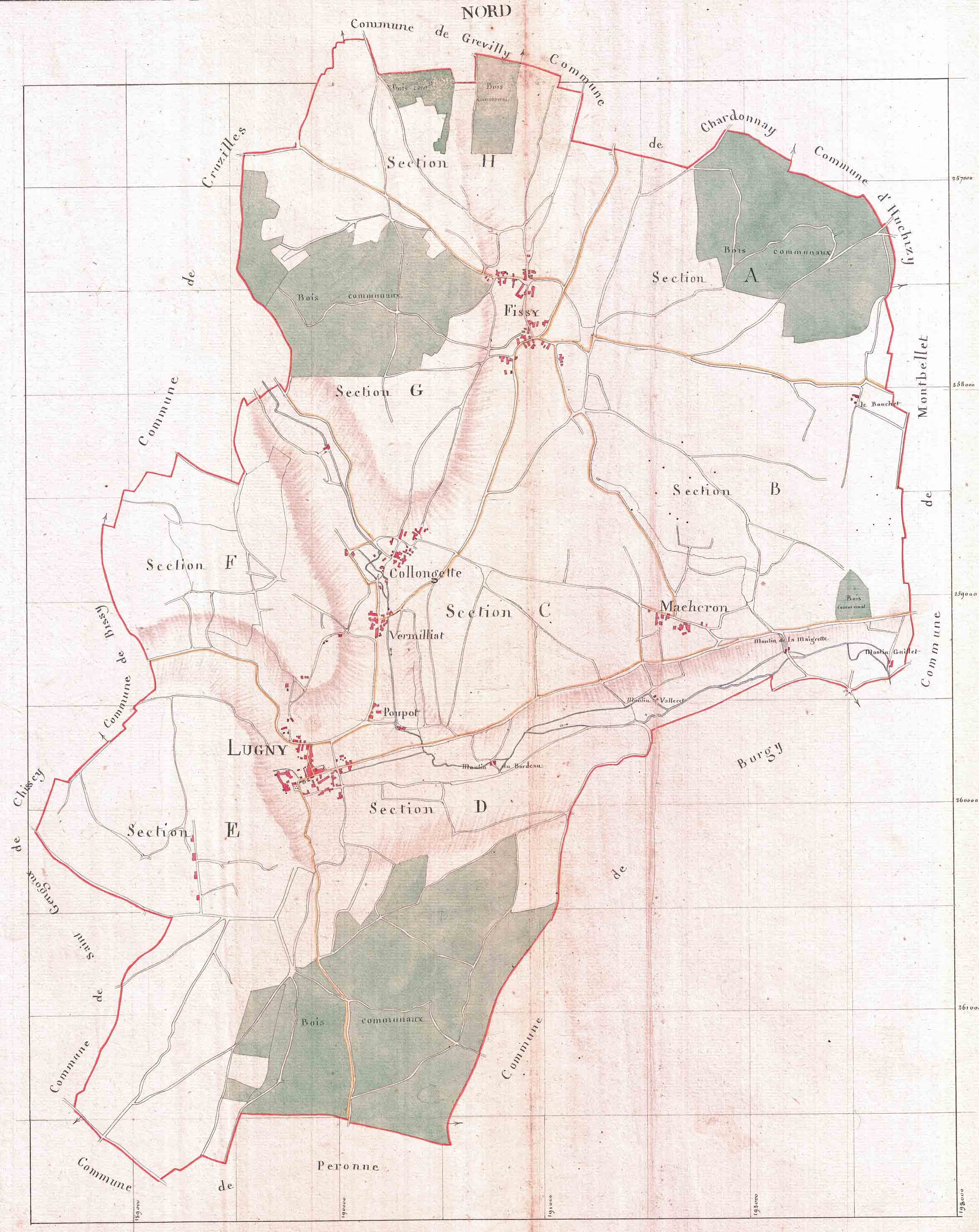
Un exemple de tableau d'assemblage des sections du plan cadastral napoléonien : celui de Lugny, chef-lieu de canton de Saône-et-Loire, dressé en 1809.

Sous l'Ancien Régime, aucun système de mise à jour des parcelles figurants au cadastre n’avait été imaginé. Seuls persistait le suivi nominatif des redevables de l’impôt (i.e. matrice cadastrale).
1800 vit l'apparition d'instructions préliminaires à un plan cadastral conçu en 1807. réellement fonctionnel à partir de 1850 sauf en Corse, où le cadastre parcellaire est achevé en 1889.
Un arrêté du 12 Brumaire an XI (3 novembre 1800) prescrivit de répertorier les propriétés foncières dans toutes les communes, et une instruction ministérielle de 1805 ordonna de faire des expertises parcellaires à l’aide des plans par masses de culture,,
Le cadastre napoléonien ou ancien cadastre y pourvut et resta la référence jusqu'à ce que sa révision soit rendue possible par l'article 7 de la loi du 16 avril 1930, toujours en vigueur.

Le cadastre napoléonien était un cadastre parcellaire unique et centralisé, institué par la loi du 15 septembre 1807, à partir du « cadastre-type » défini le 2 novembre 1802. Cet outil juridique et fiscal permit d’imposer équitablement les citoyens au titre des contributions basées sur la propriété foncière. Il fut levé par arpentage de toute la France. Des commentaires de la loi du 15 septembre 1807 indiquent qu'elle était destinée à 
« Mesurer sur une étendue de plus de sept mille neuf cent et un myriamètres carrés plus de cent millions de parcelles… ; confectionner, pour chaque commune, un plan où sont rapportées ces cent millions de parcelles, les classer toutes d’après le degré de fertilité du sol, évaluer le produit imposable de chacune d’elles ; réunir au nom de chaque propriétaire les parcelles éparses qui lui appartiennent ; déterminer, par la réunion de leur produit, son revenu total et faire de ce revenu un allivrement qui sera désormais la base de son imposition… ».
Napoléon avait l'ambition d'établir un « état-civil » de la propriété : 
« Le géomètre, dans ses divers rapports avec les propriétaires, doit leur développer les avantages que procure le cadastre, d'abord en assurant l'égalité de la répartition de la contribution foncière, et la fixité de l'allivrement qui fera la base de leur cotisation ; ensuite, en déterminant les limites de leurs propriétés, de manière à prévenir les contestations et les procès qui se renouvelaient sans cesse » (Article 167, Recueil méthodique des lois et décrets sur le cadastre de la France, 1811). Véritable "code cadastral", ce recueille répertorie l'ensemble des travaux nécessaires à la réalisation du plan cadastral napoléonien
Avec ces travaux gigantesques apparaît une nouvelle profession, le « géomètre du cadastre » ou « Géomètre-cadastreur des Finances publiques », qui prend sa place entre les géomètres privés de l'époque et les ingénieurs-géographes. La hiérarchie des géomètres du cadastre est stricte : le géomètre en chef ou ingénieur-vérificateur se trouve à la tête d'un groupe de géomètres de première classe et géomètres de seconde classe. Le géomètre de première classe, ou géomètre tout court, désigne celui qui fait les plans, calcule les surfaces à partir des plans et peut éventuellement établir des liens avec les travaux de géodésie des ingénieurs-géographes. L'arpenteur ou géomètre de seconde classe n'est chargé que de levés ponctuels de parcelles. Un expert, contrôleur des contributions directes, leur est adjoint, chargé de l'évaluation des terres mais n'ayant aucune formation d'arpentage et de géométrie.

#### 1898: l'objectif d'une révision du cadastre moins coûteuse et plus rapide
La loi du 17 mars 1898 fait naître quatre grands principes qui n’étaient pas prévus jusqu'alors : 
1. le renouvellement et la révision du cadastre ;
2. la délimitation et le bornage ;
3. la conservation cadastrale ;
4. la participation financière de l’État.

La répartition équitable des coûts de révision entre l'État et les collectivités locales est introduite par la loi du 17 mars 1898. Son article 1 dispose qu'un crédit visant à concourir aux frais de renouvellement ou de révision et de conservation du cadastre sera inscrit annuellement au budget du ministère des Finances. La répartition des coûts est définie par l'article 2 selon le ratio suivant : 40 % à la charge de l’État, 40 % à la charge du département, et le surplus de 20 % restant à la charge de la commune ou des particuliers intéressés.
Cependant afin de pouvoir bénéficier de ce partage des coûts de renouvellement et de révision, et afin d’accélérer les travaux cadastraux, l'article 3 de la loi impose aux communes de procéder à la création d'une commission ou d'un syndicat de délimitation et/ou de bornage.
La loi de 1898 fait naître également le principe d'une conservation du cadastre, c'est-à-dire une mise à jour en continu de la documentation. La conservation des plans et des registres ainsi renouvelés ou révisés est défini par l'article 9. Celui-ci crée la contrainte suivante : « tout changement de limite devra, pour être opéré sur les plans du nouveau cadastre, être préalablement constaté par un procès-verbal de délimitation ou de bornage dressé en présence des parties ou de leurs mandataires et certifié par elles ».
Les différentes applications de cette loi s'avèreront être un échec. En effet, le coût de la mise à jour des plans est réparti entre l’État, les départements et les communes, ce qui rend la procédure problématique du fait de la multiplicité d'intervenants.

### Époque contemporaine
Au début du XXe siècle une nécessité apparaît : restaurer l'équité fiscale par la rénovation du plan et par l'instauration d'un suivi et d'une mise à jour en temps réel aux frais de l’État.

#### 1930: révision générale de l'ancien cadastre à la charge de l’État, et mise à jour annuelle des plans
La loi du 16 avril 1930 portant fixation du budget général de l'exercice 1930-1931 prévoit une révision exceptionnelle des évaluations foncières des propriétés non bâties. Dans cette optique, son article 7, inscrit la réfection du cadastre comme étant une possibilité offerte à titre exceptionnel dans les localités ou ce travail sera reconnu indispensable à l’exécution des opérations de révision.
Une simple mise à jour du plan est prévue dans les communes dont la qualité de la structure de l'ancien plan cadastral est reconnue suffisante et dont le parcellaire n'a pas fait l'objet d'un trop grand nombre de modifications de limite depuis la réalisation du plan d'origine.
Par ailleurs, le coût de la mise à jour des plans est cette fois mis à la charge exclusive de l’État, et non plus réparti entre ce dernier et la commune. Les plans ainsi remis en cohérence avec la situation effective des biens sont dits « renouvelés par voie de mise à jour ». Pour des raisons de coût principalement, le renouvellement des plans sera réalisé selon cette dernière méthode et non selon la méthode de la « réfection »[réf. nécessaire].
Au cours de l’entre deux guerres, le besoin d’actualisation du plan devient criant, l’âge des planches pouvant dépasser facilement les 100 ans. Il va sans dire que la physionomie des « terrains productifs » a pu considérablement changer (successions familiales, morcellement de propriétés, ravages de guerre…).

#### 1941: unification des différents services du cadastre et des procédures de réfection
La loi du 17 décembre 1941 est votée dans le but d'unifier les conditions d'exécution des opérations cadastrales, et donc d'améliorer l’équité fiscale. En conséquence, les différents services alors chargés des missions cadastrales sont fusionnés et le service ainsi créé est rattaché au secrétariat d’État à l'économie nationale et aux finances (direction générale de contributions directes et du cadastre).
C'est ici l'acte de naissance du service du cadastre au sein de la future Direction générale des Impôts (DGI), puis à la Direction générale des Finances publiques (DGFIP). Cette loi dispose également que la réfection du cadastre s'accompagnera toujours d'une délimitation des immeubles[réf. nécessaire].

#### 1945: montée en puissance de la procédure de remembrement
Le 7 juillet 1945, face au morcellement des parcelles agricoles qui demeure important, et face aux difficultés d'exploitations qui résultent de cette multiplicité de parcelles exiguës, l'ordonnance no 45-1488 reprend les objectifs de la loi du 9 mars 1941, en rendant le processus du remembrement juridiquement plus aisé et plus prompt .

#### 1946: création de l'ordre des géomètres-experts
La loi du 7 mai 1946 institue l’ordre des géomètres-experts, dont les membres sont depuis restés les principaux artisans des modifications parcellaires portées au plan cadastral, qu’elles soient ponctuelles (document d’arpentage devenu document modificatif du parcellaire cadastral), ou massives (remembrements devenus aménagement foncier, agricole, forestier et environnemental).
Bien que n'ayant pas été instauré par le cadastre et ne relevant donc pas de son histoire intrinsèque, il est nécessaire, dans le cadre des travaux cadastraux, de souligner l'importance toute particulière du regroupement des géomètres-experts au sein d'un ordre professionnel qui leur est propre. En effet, la loi de 1946 organise l'ensemble des géomètres-experts au sein d'un unique organisme professionnel, administratif et juridictionnel de défense et de régulation de la profession[réf. nécessaire].
À partir de 1946, il est ainsi disposé que seuls les géomètres-experts inscrits à l'ordre peuvent effectuer les travaux relatifs à la définition des droits attachés à la propriété foncière. Les travaux de reconstruction à réaliser après la Seconde Guerre mondiale et la nécessaire sécurité juridique attachée à la propriété foncière, obligent l’État à cadrer l'organisation des professionnels chargés de ces missions ainsi que les opérations qu'ils sont amenés à réaliser, par la création de l'ordre des géomètres-experts[réf. nécessaire].

#### 1955: la réforme de la publicité foncière sanctuarise la mise à jour du plan
Les travaux relatifs à la reconstruction de la France après la Seconde Guerre mondiale imposent une réforme du système de la publicité foncière, ainsi qu'une rénovation du cadastre. En effet, les références cadastrales sont indiquées au fichier immobilier.
Afin d'assurer une meilleure identification des biens, la rénovation du cadastre apparait comme nécessaire. Cette rénovation sera réalisée par voie de révision dès lors qu'une simple mise à jour est suffisante, soit par voie de réfection, cette dernière reposant alors sur un nouvel arpentage parcellaire. Ce dernier s’appuie sur un nouveau relevé topographique des parcelles permettant un calcul et une mise à jour plus précise des surfaces[réf. nécessaire].
Le décret du 30 avril 1955 dispose aussi que l'ensemble des plans cadastraux rénovés font l'objet d'une conservation annuelle réalisée aux frais de l’État. Ces mises à jour sont cependant restreintes aux modifications n'entraînant pas de changement affectant la situation juridique des immeubles.
Les différents articles précisent également que la mise à jour des limites parcellaires, notamment par suite de division, lotissement, ou partage, ne peuvent être pris en compte dans la documentation cadastrale qu'à la condition qu'un document d'arpentage soit établi. Ce document est réalisé par un professionnel agréé, et aux frais et à la diligence des parties. Le formalisme actuel des documents d'arpentage, produits par les géomètre-experts notamment, répond toujours aux dispositions inscrites dans ce décret.
La mise à jour des éléments figurés aux plans, qu'ils relèvent d'une situation juridique ou non, est ainsi disposée dans la continuité des dispositions inscrites dans les textes de lois de 1898 et 1930[réf. nécessaire]
Le décret no 55-471 du 30 avril 1955 dispose donc des règles relatives à la rénovation et la conservation du cadastre.

#### 1974: seconde rénovation, et création du remaniement
Face aux difficultés de conservation de certains plans, la loi 74-645 du 18 juillet 1974, dans son article 6, dispose qu'il peut être procédé à une seconde rénovation. Cette dernière est appelée remaniement cadastral. Ce processus est encore aujourd'hui le mode de production de l'ensemble des plans neufs confectionnés par le cadastre.

#### 1990 à aujourd'hui: une informatisation rapide et de très grande ampleur.
Début 1990, la Direction générale des Impôts (DGI) entame une campagne d'envergure visant à dématérialiser l'ensemble du plan cadastral. Jusqu'alors les plans étaient gérés sous forme de calques. Le résultat de ces opérations est d'obtenir les plans papiers au format numérique. Les fichiers obtenus sont au format image ou format vecteur en fonction des conventions qui avaient été signées. Il s'agit alors de dématérialiser environ 597 755 feuilles de plan sur la totalité du territoire. Ce chantier de très grande ampleur est réalisé progressivement sur la totalité du territoire, et en partenariat avec les collectivités locales.
Le site internet cadastre.gouv.fr est lancé le 30 janvier 2008 après la fin des travaux de dématérialisation nécessaire à la mise en ligne du plan cadastral, et après avis de la CNIL,.
Le 22 mai 2014 le projet de représentation parcellaire cadastral unique (RPCU) visant à améliorer le continuum géographique des plans entre eux au niveau communal, intercommunal ainsi qu'avec les données géographiques nationales de référence est lancé par la signature d'une convention tripartite. Cette dernière est ratifiée par la direction générale des finances publiques (DGFIP), le ministère de l’écologie, du développement durable et de l’énergie et ministère du logement et de l’égalité des territoires (MEDDE-MLET), et l’Institut national de l’information géographique et forestière. L'article 51 de la loi de finances rectificative n° 2015-1786 du 29 décembre 2015 dispose les éléments législatifs nécessaires à l’exécution des travaux mentionnés par la convention tripartite.
Début 2017 les données cartographiques sont publiées en libre accès sur le site data.gouv.fr. Cette mise à disposition des fichiers du plan cadastral informatisé (PCI) répond à un esprit de plus grande ouverture des données, ainsi qu'aux dispositions de la directive INSPIRE.
En juin 2019 le programme foncier innovant est lauréat du fonds pour la transformation de l’action publique (FTAP). Ce projet, porté par la direction générale des finances publiques, vise à automatiser la mise à jour du plan cadastral par l'utilisation de l'intelligence artificielle. Les premières expérimentations du projet sont annoncées le 29 août 2022.

## Histoire du cadastre en Alsace-Moselle
Le 10 mai 1871 le traité de Francfort est signé entre la République française et l'Empire allemand. Ce texte met fin à la guerre franco-allemande de 1870-1871 et prévoit la cession de l'Alsace-Moselle au Reich allemand.
En conséquence le cadastre d'Alsace-Moselle est pris en charge par le gouvernement du Reich, et de nouvelles dispositions légales sont progressivement votées afin de le moderniser et de l'améliorer. Le droit local en Alsace et en Moselle applicable au cadastre connaît ainsi quelques particularités au regard des dispositions applicables sur le reste du territoire métropolitain.
Le 31 mars 1884, la loi sur le renouvellement du cadastre, la péréquation de l'impôt foncier et la conservation du cadastre en Alsace-Lorraine est promulguée par le parlement local. Le renouvellement des plans sera réalisé selon deux procédures différentes, la rénovation par le mode de la révision, ainsi que l'arpentage parcellaire.

## Aspect juridique
En France, le plan cadastral a une valeur essentiellement fiscale, puisqu'il sert de base au calcul de l'impôt foncier. Il ne possède pas de valeur juridique (sauf en Alsace-Moselle, voir ci-dessus), la propriété au sens du droit étant fixée par des plans d'arpentage et les bornages établis par les géomètres-experts. Cependant, faute de documents (graphiques notamment), il peut s'avérer une présomption de preuve de la propriété.
Signalons aussi que dans l'ancien duché de Savoie, le premier cadastre local (dont les illustrations cartographiques sont appelées Mappes sardes), dressé entre 1728 et 1738, a également reçu valeur juridique en raison de son établissement selon une procédure contradictoire.
En milieu rural, le plan de remembrement est incorporé dans la documentation cadastrale et lui confère ainsi un aspect juridique conservé par le service du cadastre : doubles de lettres de section commençant généralement par Y ou Z, par exemple YA, YB, YC…
Les servitudes ne sont pas représentées au plan.
La représentation au plan cadastral d'une construction n'est en aucun cas corrélé au fait que cette dernière respecte les règles d'urbanismes de la zone sur laquelle le bâtiment est édifié. Le respect des règles d'urbanisme relève de la compétence de la commune.

## Raisons d'être
Le cadastre a plusieurs fonctions qui sont d'ordre fiscal, technique, foncière et documentaire.

### Fonction fiscale
Le rôle fiscal du cadastre concerne notamment les impôts locaux
Les missions fiscales sont cependant diverses :
- Évaluation des parcelles par le classement en différentes natures de culture.
- Recensement et enregistrement des changements de nature de culture.
- Détermination du débiteur de l'impôt.
- Gestion des demandes de dégrèvement en cas de perte de récolte sur pied.
- Gestion des demandes de dégrèvement temporaire pour les parcelles exploitées par les jeunes agriculteurs bénéficiant d’une aide à l’installation.
- Détermination des bases concernant la taxe foncière sur les propriétés non bâties (TFPNB)

La taxe foncière sur les propriétés non bâties (TFPNB) nécessite le calcul de la valeur locative cadastrale afin d'établir sa base d'imposition.

### Fonction technique
Les missions techniques sont variées :
- Confection de plans neufs par l'utilisation de la procédure de remaniement.
- Vectorisation des plans gérés au format image.
- Mises à jour des changements de toute nature n'affectant pas la situation juridique des immeubles, comme par exemple la mise à jour des constructions et des détails topographiques.
- Enregistrement et vérification des documents d'arpentage réalisés par les géomètres-experts[38].
- Mises à jour du parcellaire cadastral, des subdivisions fiscales éventuelles (non bâti) et des attributions du bâti postérieurement à la publication des documents d'arpentage[39].
- Prise en charge des plans définitifs réalisés à la suite des aménagements fonciers, agricoles, forestiers et environnementaux (appelés aussi remembrement ou AFAFE).
- Constitution de la représentation parcellaire cadastrale unique (RPCU) en partenariat avec l'institut national de l'information géographique et forestière

Le cadastre est largement accessible, cet ensemble d'informations étant couramment utilisé par ceux qui ont besoin de plans des propriétés immobilières ou par ceux qui souhaitent connaître les propriétaires de biens immobiliers. Il s'agit toutefois de simples informations, qui ne constituent pas la preuve de la propriété de quelqu'un ou des dimensions d'une propriété.
Le cadastre est une composante essentielle du RGE (« Référentiel à Grande Échelle » de l'IGN), ainsi que des SIG (« Systèmes d'Information Géographique »).
Les entreprises ont besoin de ce plan de grande qualité technique : Distributeurs d'énergie, entreprises de collecte des eaux usées, etc.
Les communes, les services publics, qu'ils soient en régie ou autres, ont besoin de ce plan de qualité.

### Fonction foncière
C'est l'outil qui permet d'identifier les biens immeubles à l'aide d'un numéro de parcelle dans une section de plan (une ou plusieurs lettres) dans une commune dans un département[réf. nécessaire].
Ce numéro de parcelle est unique. Il est composé au maximum de 4 chiffres. Le numéro attribué à une parcelle ne peut donc être supérieur à 9999. Ce numéro est le seul numéro permettant une identification au service des hypothèques, qui en France dépend du ministre du budget[réf. nécessaire].
La division de parcelle ou sa subdivision en lots est soumise à des règles particulières. Les modifications du parcellaire cadastral sont réalisées par les personnes agréées par la direction générale des finances publiques (DGFIP) pour l’exécution des travaux cadastraux. Sous certaines conditions spécifiques et restrictives, l'administration peut également procéder à la modification du parcellaire.
Ainsi les notaires délivrent systématiquement un extrait du plan cadastral, qu'ils impriment gratuitement dans l'étude, pour que les parties identifient sur le plan les biens vendus[réf. nécessaire].
Certains agents immobiliers consultent le plan cadastral pour identifier également les bâtiments présents au plan.
Les avocats, les géomètres-experts et architectes urbanistes sont aussi des utilisateurs ayant recours au plan cadastral.
Ces fonctions fiscales et foncières du cadastre expliquent que le service qui en a la charge (le Bureau GF 3A) dépende du ministère du Budget, des Comptes publics et de la Réforme de l'État.

### Fonction documentaire
La documentation cadastrale est principalement constituée par le plan cadastral ainsi que par les relevés de propriété.
La consultation ainsi que la délivrance de la documentation peuvent être réalisés :
- En se déplaçant au centre des finances publiques
- Au sein de la mairie[44]
- Par internet

La documentation est délivrée sous forme dématérialisée ou sous forme papier. Par ailleurs la fréquence ainsi que le volume des demandes font l'objet de règles définies par le législateur. Certains documents tels que les demandes de reproduction de plans de sections d'une commune sont payants.

## Présentation
Le cadastre français est divisé en communes, chaque commune étant elle-même subdivisée en sections, et chaque section en feuilles. Sur chaque feuille figure une ou plusieurs parcelles, unité de la propriété foncière[réf. nécessaire].
Le tableau d'assemblage (TA) communal permet d'observer l'assemblage des sections de la commune considérée, et ainsi de repérer quelle est la dénomination de la section utile à l'usager. Seuls les éléments principaux permettant un repérage général sont reportés sur ce tableau d'assemblage. Il est absolument nécessaire d'obtenir le nom de la section afin d'avoir accès aux différentes parcelles[réf. nécessaire].

### État actuel
Le cadastre actuel est dans un état très divers. Certaines sections, à lettre unique, datent de plusieurs décennies et sont imprécises, à la fois géographiquement (éléments topographiques mal placés) et juridiquement (limites inexactes). Ces sections ont été élaborées de 1930 à 1960 environ, souvent à partir du plan cadastral napoléonien, lui-même établi entre 1807 et 1850. D'autres feuilles, en revanche, confectionnées à partir de 1960, possèdent une excellente géométrie[réf. nécessaire].
En Alsace-Moselle, la plupart des communes disposent de cadastres papier hérités de l'administration allemande. Ils ont la particularité de permettre le calcul de chacun de ces points, car tous les points sont cotés. Ils s'affranchissent donc de l'erreur de lecture des documents uniquement graphiques. La numérisation de ces documents aboutit généralement à un résultat très précis[réf. nécessaire].
Depuis 1998, certaines collectivités avaient entrepris, en partenariat avec les centres des impôts fonciers (CDIF), la numérisation voire la vectorisation de leur cadastre, selon la norme EDIGEO, afin de l'utiliser comme référentiel dans leur système d'information géographique. Le département du Calvados a réalisé une numérisation départementale, associé à la « remise en géométrie » (recalage) sur une orthophotographie.
La Direction générale des Finances publiques a lancé en 2002 un projet national de dématérialisation de l'ensemble des 602 188 feuilles du plan cadastral français. Cette opération (dite PCI ou Plan Cadastral Informatisé) s'est déroulée en partenariat avec les collectivités locales (PCI-Vecteur), parfois sans leur aide (PCI-Image) et dans ce dernier cas par simple scannage, et a pris fin en 2006. La vectorisation n'est toutefois pas encore achevée.[Quand ?]

### Plan cadastral
Le cadastre est tenu pour chaque commune française.
Il comprend un ensemble de plans, tenus au 1/500 ou au 1/1 000, pour les zones urbaines sur les plans récents, au 1/1 250 pour les zones urbaines sur des plans anciens, au 1/2 000 pour des zones rurales sur des plans récents, au 1/2 500 ou au 1/5 000 pour des zones rurales sur des plans anciens, où sont représentés toutes les parcelles et les constructions qui y sont édifiées, sur la base de levés réalisés par les géomètres du cadastre.
Le tableau d'assemblage représente la division de la commune dans les diverses sections cadastrales qui la composent. Ce document est disponible uniquement pour les plans gérés au format image. L'intérêt majeur de ce document est de permettre aux utilisateurs du plan cadastral et aux usagers d'identifier les feuilles parcellaires où sont situées les parcelles qui les intéressent.
Le plan cadastral est subdivisé en :
- Sections : il s'agit de la plus grande unité du découpage communal, chacune étant potentiellement constituée de une ou plusieurs feuilles parcellaires en fonction de la superficie représentée par la section considérée.
- Feuilles : ces dernières sont, dans leurs caractéristiques générales, équivalentes aux sections, mais en reprenant une surface plus contenue que la section.
- Lieux-dits : ils identifient au sein de la section ou de la feuille une zone du territoire communal auquel les habitudes historiques ont attribué une dénomination spécifique.
- Parcelles : superficie de terrain appartenant à une personne physique ou morale et représentant l'unité de découpage la plus fine du plan cadastral.
- Subdivisions fiscales : superficies contenues dans le périmètre d'une parcelle, et permettant de différencier une ou plusieurs utilisations ou natures de cultures différentes entre elles. Les subdivisions peuvent faire l'objet d'une représentation sur le plan ou non. Les subdivisions fiscales nécessitant une représentation au plan cadastral sont identifiées par une lettre minuscule a, b, c, etc, associées à une emprise dessinée par l'ajout d'un trait pointillé. La surface occupée par l'assise d'une construction ne fait l'objet d'aucune identification particulière au plan cadastral.

Les références cadastrales d'une parcelle comprennent donc la section (désignée par une lettre lorsque le plan napoléonien a simplement été mis à jour et deux lettres lorsqu'il a été renouvelé ou refait entièrement) et le numéro de la parcelle. C'est ainsi par exemple que la parcelle 519 de la section K du cadastre d'une commune donnée sera désignée comme « parcelle K 519 ».
La projection cartographique actuellement utilisée par le cadastre est le Lambert CC 9 zones, associé au système géodésique RGF 93.
Du fait de l'histoire du cadastre plusieurs types de plans existent. On peut distinguer les plans réguliers des plans dits non réguliers. Un plan est considéré comme régulier dès lors qu'il satisfaisant aux tolérances fixées par la réglementation relative à la coordination des levés à grande échelle entrepris par les services publics. Les tolérances applicables sont disponibles sur Légifrance

### Matrice cadastrale
Le cadastre comprend également la matrice cadastrale qui est une documentation écrite, éditée chaque année. Elle regroupe les relevés de propriété que l'on appelle également les extraits de matrice.
Le terme de matrice cadastrale désignait à partir des dernières décennies du XXe siècle les microfiches du relevé de propriété (RP), les tables d'accès correspondantes ainsi que des feuillets récapitulatifs concernant les propriétés bâties et non bâties. Elles se présentaient auparavant sous forme de registres qui ont été versés aux archives départementales sur le site internet desquelles les plus anciens sont généralement disponibles[réf. nécessaire];
La matrice cadastrale décrit la liste exhaustive des immeubles bâtis et non bâtis appartenant à un propriétaire donné, sur une commune donnée. Les informations relatives à l'évaluation fiscale pour le calcul des impôts locaux (taxe d'habitation et taxe foncière), appelée valeur locative cadastrale, sont détaillés local par local. Ces éléments découlent des déclarations faites par les propriétaires lorsqu'ils réalisent des travaux, ainsi que des données mentionnées dans les actes de vente.
Conformément à l'article 1415 du code général des impôts, la taxe foncière est établie selon les éléments existants au 1er janvier de l'année d'imposition considérée. La matrice cadastrale fait donc l'objet d'une production annuelle afin d'être en adéquation avec les éléments d'imposition utilisés pour l'établissement de la taxe foncière de l'année.
La consultation et la délivrance des matrices cadastrales répondent à des obligations précises du fait des informations sensibles qui y figurent. La communication de ces documents ne peut être que ponctuelle. Ce caractère ponctuel est défini par le nombre de demandes, qui ne peut être supérieur à cinq par semaine et plafonné à dix par mois civil. Par ailleurs une demande de matrice cadastrale ne peut porter sur plus d'une commune ou d'un arrondissement, et plus d'une personne ou plus de cinq immeubles.

### Consultation
Depuis 2008, les plans cadastraux sont consultables gratuitement sur Internet par le biais du Service de consultation du plan cadastral (SCPC) à l'adresse cadastre.gouv.fr. Ce service gratuit permet d'imprimer un extrait du plan cadastral, la liste des parcelles correspondantes avec leur adresse et leur surface, ainsi qu'un plan de situation. Tous les départements français sont consultables. Les données du département de la Moselle, de la Guyane et de Mayotte sont toutefois encore incomplètes.
Les données supplémentaires, notamment l'identité des propriétaires de chaque parcelle, ne peuvent être obtenues qu'auprès des services municipaux de la commune concernée ou du CDIF (centre des impôts foncier) dont dépend le bien. Cette consultation des informations cadastrales en mairie, encadrée par la CNIL, est définie par le décret du 20 janvier 2012.
Les services départementaux du cadastre communiquent gratuitement aux personnes concernées un extrait du plan et la documentation littérale associée (matrice cadastrale ou relevé de propriété), ayant alors valeur officielle.
Depuis 2003, les géomètres-experts, les notaires, les agents de la Direction générale des Finances publiques, et de l'École nationale du cadastre ont accès à un Serveur professionnel de données cadastrales (SPDC).
En 2009, la DGFiP autorise (sous certaines conditions) l'utilisation du plan cadastral pour le projet de cartographie libre OpenStreetMap. Les bâtiments et les parcelles sont issus du plan cadastral, seul plan à grande échelle de qualité.
Le plan cadastral est également accessible au moyen du protocole Web Map Service (WMS). Cette nouvelle voie de consultation offre la possibilité d'intégrer le plan cadastral aux différents systèmes d'informations géographiques (SIG). Ces systèmes d'informations nécessitent une compétence technique pointue, la consultation au format WMS s'adresse principalement à une catégorie d'utilisateurs professionnels. Le développement du flux WMS par le cadastre participe au développement important des SIG, et répond au principe d'une plus grande ouverture des données cadastrales.

### Documentation cadastrale et adressage communal
La dénomination des voies et lieux-dits, y compris les voies privées ouvertes à la circulation, ainsi que la numérotation des maisons et autres constructions relève de la compétence des communes. Ces dernières mettent ensuite à disposition ces informations auprès du bureau du cadastre. La documentation cadastrale enregistre donc l'ensemble de l'adressage présent sur le territoire d'une commune,.
Les paramètres tels que le nom des voies ainsi que les numéros de voirie sont enregistrés dans les matrices cadastrales. Le plan reprend également ces informations en y ajoutant la géolocalisation inhérente à une représentation cartographique[réf. nécessaire].
La loi dite « 3DS » vient modifier le processus de transmission des données de référence que constitue l'adressage.

### Liens avec la publicité foncière
Le décret n°55-22 du 4 janvier 1955 portant réforme de la publicité foncière impose la création d'un fichier immobilier tenu à jour par les services de la publicité foncière. Les différentes dispositions de ce décret créent également un lien très étroit entre le service de la publicité foncière et le service du cadastre. En effet, les biens publiés au fichier immobilier sont identifiés par leurs références cadastrales
Les modifications de parcelles, telles que les réunions ou divisions, ne peuvent être effectives dans la documentation cadastrale qu’après enregistrement et publication au fichier immobilier de l’acte authentique ou de la décision judiciaire observant cette modification.
Cet axiome de concordances des fichiers immobiliers et de la documentation cadastrale est assuré par l'article 2 du décret n° 55-22 du 4 janvier 1955 et par l'article 17 du décret n° 55-1350 du 14 octobre 1955.

## Données
Le service public de la donnée créé par l’article 14 de la loi pour une République numérique vise à mettre à disposition les jeux de données de référence qui présentent le plus fort impact économique et social. Dans ce cadre, les données cadastrales ont fait l'objet d'une ouverture progressive.

### Fichiers du plan cadastral informatisé (PCI)
Afin de répondre aux dispositions de la directive INSPIRE, depuis le 2 octobre 2017 La Direction générale des Finances publiques et la mission Etalab mettent en ligne les données du plan cadastral informatisé (PCI).
La Direction générale des Finances publiques diffuse en licence ouverte le plan cadastral informatisé. Ce jeu de données fait partie du service public de la donnée.
Les données sont accessibles sur l'ensemble du territoire par l'intermédiaire du site Data.gouv.fr, Les fichiers sont téléchargeables sous plusieurs formats d'échange (EDIGEO et DXF-PCI principalement) et selon différentes projections (Lambert CC 9 zones et Lambert 93).

### Documents de filiation informatisés (DFI) des parcelles
Ce fichier recense les documents modificatifs du parcellaire cadastral  (aussi appelés documents d'arpentage selon la période) réalisés depuis l'informatisation de la procédure de suivi. Ce suivi informatique des liaisons entre parcelle mère et parcelles filles est intervenu entre les années 1980 à 1990 en fonction des départements. Les divisions antérieures à cette informatisation étaient suivies au moyen de registres papier.
Les fichiers permettent de tracer l'ensemble des modifications pouvant exister entre la parcelle actuelle et la parcelle enregistrée au moment de la création du fichier[réf. nécessaire].
La nature du document, ainsi que la date du document ayant entrainé le modification du numéro de la parcelle (documents d'arpentage, croquis de conservation, remaniement…) sont indiquées.
Les modifications provenant des remembrements (AFAFE) ne sont pas retranscrites. En effet, le principe même de ces aménagement ruraux ne permet pas une correspondance géographique entre les parcelles attribuées avant et après le chantier[réf. nécessaire].

### Fichier FANTOIR des voies et lieux-dits
Ce fichier répertorie pour chaque commune le nom des lieux-dits et des voies, y compris celles situées dans les lotissements et les copropriétés. Le fichier est téléchargeable gratuitement sur le site data.gouv.fr.
Il est remplacé par le "fichier des entités topographiques" depuis juillet 2023.

### Fichier des entités topographiques
Le fichier des entités topographiques recense la totalité des caractéristiques topographiques (Pays, Région, Département, Communes, Voies) enregistrées et administrées par la DGFIP au sein de son système d'informations. L'historique des données ayant fait l'objet d'une annulation figure également.
Ce fichier reprend l'ensemble des informations du fichier FANTOIR tout en y ajoutant les champs suivants [réf. nécessaire]:
- ajout de la région,
- ajout des données des collectivités d'outre-mer,
- présence des données de topo étrangère (retrait des pseudo voies).

## Mises à jour structurelles
De par l'histoire du plan cadastral et de l'évolution des appareils de mesure, plusieurs textes ont été instaurés afin que la structure des plans soit mise à jour[réf. nécessaire].
Selon la qualité des plans d'origine et l'avancement des travaux de rénovation, plusieurs procédés ont été mis en œuvre[réf. nécessaire].

### Plan rénové par voie de mise à jour
Dès lors que le plan d'origine ne souffre pas d'une qualité trop dégradée, le plan ancien est repris sans procéder à la réalisation d'un plan neuf ni à une nouvelle délimitation[réf. nécessaire].
La mise à jour consiste au simple ajout des nouveaux bâtiments, des nouvelles voies, etc.
La désignation des sections est réalisée par une lettre suivie d'un caractère numérique informant du numéro de la feuille (A1, A2 et suivantes, B1, B2 et suivantes etc.).
Le procédé est instauré par la loi du 16 avril 1930.

### Plan rénové par voie de renouvellement
Il s'agit de réaliser un plan neuf, sans procéder à une nouvelle délimitation[réf. nécessaire].
La désignation des sections renouvelées est composée de deux lettres (exemples : AA, AB, AC)[réf. nécessaire].
Le procédé est instauré par le décret no 55-471 du 30 avril 1955 relatif à la rénovation et à la conservation du cadastre.

### Plan rénové par voie de réfection
Il s'agit de réaliser un plan neuf. Une nouvelle délimitation est réalisée[réf. nécessaire].
La désignation des sections refaites est généralement composée de deux lettres (exemples : AA, AB, AC). Les premiers renouvellements réalisés peuvent parfois déroger à cette caractéristique[réf. nécessaire].
Le procédé est instauré par la loi du 16 avril 1930 puis complété par la loi du 17 décembre 1941 qui impose que les plans rénovés par voie de réfection soient accompagnés d'une délimitation[réf. nécessaire].

### Plan remanié
Le remaniement consiste à réaliser un plan neuf sur la totalité, ou à défaut sur une partie du territoire urbain d'une commune. La délimitation est obligatoire et dans la mesure du possible contradictoire.
La méthode vise à refaire les plans cadastraux rénovés, devenus inadaptés ou difficilement utilisables de par une échelle trop petite ou un trop grand manque de précision. Le cas se rencontre essentiellement dans des zones ayant subi d'importants développements urbains.
La désignation des sections remaniées est identifiée par la combinaison de deux lettres majuscules : AA, AB, AC et suivantes jusque AZ, puis BA, BB et suivantes, etc. L'utilisation des secondes lettres F, G, J, Q, U est proscrite.
Les plans remaniés concernent les zones urbaines. En effet, la production d'un plan neuf en zone agricole est du ressort du géomètre-expert via la procédure d'aménagement agricole forestier et environnemental[réf. nécessaire]l.
Les relevés topographiques à opérer dans le cadre de la procédure de remaniement sont en général de très grande ampleur. La possibilité de réaliser ces plans neufs au moyen de mesures « terrestres » est une possibilité ouverte. Ce dispositif « terrestre » est cependant peu utilisé au regard de l'importance des surfaces à couvrir. Par conséquent, un grand nombre de programme de remaniement s'appuient sur l'utilisation de prises de vues aériennes et leur exploitation au moyen de la photogrammétrie. Les zones inexploitables, du fait par exemple d'un couvert végétal trop important, sont ensuite l'objet de complètements par des relevés topographiques de terrain.
Le procédé est autorisé par l'article 6 de la loi du 18 juillet 1974.

### Plan remembré
À la différence des méthodes précédentes, qui sont elles de la compétence de l'administration, le remembrement relève de la compétence exclusive des géomètres-experts. Ces derniers doivent avoir satisfait aux conditions relatives à l'obtention du titre d'expert foncier et agricole ou d'expert forestier. Seuls les professionnels ayant obtenu ce titre sont autorisés à procéder aux opérations de remembrement, par conséquent l'ensemble de la profession de géomètre-expert n'est pas habilitée.
À la différence de l'agrément relatif aux travaux cadastraux qui est délivré par la direction générale des finances publiques, la liste des géomètres-experts agréés pour les opérations d'aménagement foncier agricole et forestier est établie par le ministre chargé de l'agriculture.
Par ailleurs le professionnel chargé des travaux est désigné par le président du conseil départemental dans les conditions prévues par le code des marchés publics[réf. nécessaire].
Les sections remembrées commencent généralement par les lettres de la fin de l'alphabet (Z puis Y…), par exemple ZA, ZB et suivantes, YA, YB et suivantes, XA[réf. nécessaire]…
Le procédé est aussi appelé aménagement foncier agricole et forestier (AFAF). Afin de prendre en compte la dimension environnementale dans les opérations, le nom a ensuite été modifié en aménagement foncier, agricole, forestier et environnemental (AFAFE)[réf. nécessaire].
Le procédé est instauré par la loi du 27 novembre 1918, dite loi Chauveau[réf. nécessaire].

## Mises à jour quotidiennes
La mise à jour du plan est ouverte aux seules personnes habilitées par l'administration[réf. nécessaire].

### Personnes habilitées
La délivrance de l'agrément permettant la mise à jour des informations cadastrales est délivré d'office pour les professionnels suivants:
- les géomètres-experts inscrits au tableau de l’ordre.
- les professionnels ressortissants d’un État membre de la communauté européenne ou d’un autre État partie à l’accord sur l’espace économique européen, ayant déposé auprès du conseil supérieur de l’ordre des géomètres-experts la déclaration préalable de libre prestation de services prévue au titre III du décret n° 96-478 du 31 mai 1996 portant règlement de la profession de géomètre-expert et code des devoirs professionnels.

L'agrément est également susceptible d'être accordé aux professionnels répondant aux critères indiqués par les articles 5 et 6 de l'arrêté du 30 juillet 2010 fixant les modalités d'attribution des agréments pour l'exécution des travaux cadastraux. Dans ce cas l'agrément n'est pas automatique. Sa délivrance fait l'objet d'une instruction par l'administration.

### Suspension temporaire ou retrait définitif des agréments
L'agrément cadastral peut faire l'objet d'un retrait définitif ou d'une suspension provisoire en fonction du degré de gravité des manquements qui auront été établis. Ces sanctions sont prononcées en cas de manquements aux obligations déontologiques, ou en cas de non respects des règles techniques relatives à l'établissement des documents transmis à l'administration.

### Mise à jour par les géomètres-experts
Suivant la loi n° 46-942 du 7 mai 1946 instituant l'Ordre des géomètres experts, seuls ces derniers sont autorisés à fixer les limites des biens fonciers. En ce sens, ils sont les seuls à pouvoir dresser les plans suivants :
- plans de division
- plans de partage
- plans de vente
- plans d'échange
- plans de bornage
- plans de délimitation

Les plans mentionnés ci-dessus sont ensuite transmis au service du cadastre afin d'attribuer de nouveaux numéros aux parcelles nouvellement crées.
La mise à jour du parcellaire est faite à la diligence et aux frais des parties, un géomètre expert effectue contre rémunération cette mise à jour par un document d'arpentage.
Les documents modificatifs du parcellaire cadastral (DMPC) rédigés par les géomètres-experts peuvent avoir plusieurs objectifs :
- Division de parcelle.
- Réunion de parcelles.
- Extraction du domaine public.
- Passage au domaine public.

### Mise à jour par l'administration
Bien que la loi no 46-942 du 7 mai 1946 instituant l'Ordre des géomètres experts dispose que les documents établissant la propriété foncière soit de la seule compétence des géomètres-experts, son article 2 précise que « ces dispositions ne sont pas opposables aux services publics pour l'exécution des travaux qui leur incombent ». Par conséquent, la possibilité de rédiger des documents d'arpentage est ouverte au service du cadastre. L'établissement d'un tel document est cependant limité aux seuls travaux nécessitant d'être rédigés dans le cadre des opérations immobilières de l’État.
La mise à jour des bâtiments et des détails topographiques (ponts, voirie…) est gratuite et annuelle. Elle est effectuée par les géomètres-cadastreurs des Finances publiques (appelé couramment géomètres du cadastre) par des mesures effectuées sur le terrain. Les mises à jour des plans peuvent également s'appuyer sur l'utilisation de prises de vues aériennes et leur exploitation au moyen de la photogrammétrie.
L'ensemble des travaux des géomètres du cadastre sont réalisés sous le contrôle des inspecteurs du cadastre (inspecteur des finances publiques ayant choisi la spécialisation cadastre lors de leur formation au sein de l'ENFIP de Toulouse)[réf. nécessaire].
Les déplacements des géomètres du cadastre sont annoncés en mairie par affichage, les géomètres sont porteurs d'une carte professionnelle et d'un arrêté préfectoral[réf. nécessaire].
Cette mise à jour « au fil de l'eau » confère au plan cadastral une très haute valeur reconnue par tous les utilisateurs[réf. nécessaire].

## Partenariats

### Direction interministérielle du numérique (DINUM)
La Direction interministérielle du Numérique par l'intermédiaire de sa mission Etalab et de son portail open data nommé data.gouv.fr retravaille les données source provenant du cadastre.
Les fichiers du plan cadastral informatisé sont disponibles sous des formats complexes (EDIGEO notamment). En conséquence la plateforme data.gouv.fr retravaille ces fichiers afin de les traduire dans des formats de données géographiques courant. Les fichiers sont publiés aux formats GeoJSON et Shapefile.
La plateforme data.gouv.fr retraite également les adresses présentes dans les différents bases de données publiées par le service du cadastre. Les fichiers sornt retravaillés afin de constituer un unique fichier résultant de la concaténation de ces différentes sources cadastrales.

### Institut national de l'information géographique et forestière (IGN)
Le plan cadastral est disponible également sur la plateforme géoportail de l'institut national de l'information géographique et forestière. Le plan cadastral est intégré aux côtés des autres données géographiques de référence du territoire français. La plateforme offre la possibilité d'afficher simultanément le plan cadastral avec les très nombreuses données cartographiques hébergées sur le site.
Le parcellaire cadastral est également l'une des données constitutives du référentiel à grande échelle. Jusqu'en 2019 la base de données intitulée BD PARCELLAIRE était le résultat de différents processus d'assemblage et de traitement des données du parcellaire transmis par les services du cadastre. La BD PARCELLAIRE est remplacée par les fichiers issus du plan cadastral informatisé (PCI) depuis janvier 2019 et l'arrêt de son entretien.

### Conseil national de l'information géolocalisée
Le cadastre est l'un des quarante-trois membres du Conseil national de l'information géolocalisée. À ce titre, il prend part aux nombreuses missions de cette commission consultative[réf. nécessaire].

### Collectivités locales
Le cadre général du partenariat entre les collectivités locales et le cadastre réside dans l’exécution des différentes missions relevant de la compétence du cadastre. Les objectifs fiscaux, fonciers, techniques, et documentaires servent un grand nombre des besoins des collectivités. L'échange bilatéral de l'ensemble de la documentation est également l'un des points clés de la relation avec les collectivités.
Le plan cadastral est utilisé afin de servir les différents politiques en matière d'urbanisme aux niveaux communaux et intercommunaux. Le plan cartographie la totalité du territoire communal et permets de servir d'appui graphique aux documents d'urbanisme réglementaires ou opérationnels. Le plan est l'un des documents de base servant à l'instruction des autorisations d'urbanisme. La mise en place grandissante de systèmes d'informations géographique au sein des collectivités nécessite un ensemble de données de référence, dont le plan cadastral est l'une des composantes[réf. nécessaire].
Les matrices cadastrales sont transmises annuellement à l'ensemble des communes du territoire Français. Ces informations peuvent ainsi être consultées en mairie par les citoyens du territoire. La consultation est également ouverte aux personnels des collectivités ayant la nécessité de ces informations dans le cadre de leurs attributions[réf. nécessaire].
Les données générales sont également transmises aux collectivités locales dans un ensemble de fichiers qui couvrent un grand nombre de leurs besoins[réf. nécessaire].

### Coopération internationale
Le cadastre français est ouvert à l'international de par les nombreux contacts qu'il entretient avec ses homologues dans le monde, et par son concours aux travaux d’organismes internationaux à buts scientifiques et technique[réf. nécessaire]s.
L’accueil de stagiaires étrangers à l’École nationale des finances publiques pour y suivre les cycles destinés aux fonctionnaires français est également l'une des composantes de la coopération du cadastre français.
Le 14 octobre 2002 le Ministère de l’Économie des Finances et de l’Industrie et les représentants des institutions du cadastre des 15 états membres de l'union européenne concluent la constitution formelle du "Permanent Committee on Cadastre in the European Union".
En 2013, l'Adetef, sur demande de IGN France International, coordonne l'accueil sur le thème du cadastre d'une délégation de l'État indien d'Andhra Pradesh au sein de la DGFIP.
Le 25 septembre 2017, le jumelage entre la Direction générale des Finances publiques (DGFIP) et l'Agence nationale du cadastre d'Algérie est signé pour une période allant de 2017 à 2019. Ce programme de partenariat, financé à hauteur de 1.1 M€ par l'Union européenne vise la mise en place d'un cadastre multifonction, ainsi que le rapprochement des législations, réglementations et des normes techniques algériennes de celles de l’Union européenne.
Le 1er novembre 2018, l'Agence française de développement par l'intermédiaire de sa mission Expertise France a mobilisé l'expertise de la direction générale des finances publiques afin d'accompagner les autorités du Liban dans la réforme et la modernisation de l’administration foncière et cadastrale du pays.

## Projets en cours

### Représentation parcellaire cadastral unique (RPCU)
Les travaux mis en œuvre dans le cadre de la Représentation parcellaire cadastrale unique (RPCU) consistent à appliquer des traitements informatiques, appelés adaptations géométriques, sur les plans cadastraux existants afin d'assurer une continuité géographique entre les feuilles cadastrales, au sein d'une même commune et entre communes, en vue d'obtenir un plan continu à l'échelle du département. À terme, l'ensemble du territoire sera traité.
Ces adaptations géométriques nécessaires à la constitution de la représentation parcellaire cadastrale unique ne sont pas applicables aux plans en vigueur dans les départements du Bas-Rhin, du Haut-Rhin et de la Moselle ni aux départements d'outre-mer
Ce travail complexe est réalisé conjointement entre les services de l'Institut national de l'information géographique et forestière (IGN) et les différents services du cadastre rattachés à la direction générale des finances publiques (DGFIP). Le processus technique est partagé en trois grandes phases entre l'IGN et la DGFIP.
| Phase | Processus technique | Compétence |
| ----- | --- | ---------- |
| 1     | Analyse, fiabilisation littérale et graphique, et extraction des données du plan cadastral informatisé. | DGFIP      |
| 2     | Analyse et reprise des géoréférencements, traitement des raccords de feuilles infra et inter communaux, identification des limites indécises restantes à traiter par la DGFIP.                                                      | IGN        |
| 3     | Contrôle et correction des plans produits, prise en charge des nouveaux plans dans le système d'information géographique cadastral, communication et entrée en vigueur du nouveau plan, traitement des limites indécises restantes. | DGFIP      |

Les opérations n'ont pas été lancées sur la totalité du territoire national. En juillet 2024, seul un petit nombre de départements préfigurateurs est donc concerné par ce projet (llle-et-Vilaine, Hauts-de-Seine, Loiret, Loire-Atlantique).

### Foncier innovant
Le projet foncier innovant consiste à exploiter l'intelligence artificielle et les prises de vues aériennes publiques de l'IGN dans le but d'actualiser les plans du cadastre.
Le renforcement des missions fiscales réalisées par la direction générale des finances publiques au bénéfice des collectivités locales et des citoyens est également l'un des bénéfices attendu.
Les objectifs relèvent donc à la fois des missions techniques et fiscales :
- Compléter le plan cadastral par l'ajout des contours "vus du ciel" des objets détectés.
- Lutter contre la fraude et améliorer l’équité fiscale.
- Fiabiliser les ressources budgétaires foncières pour les collectivités.

Ce projet est réalisé par la DGFIP en faisant appel à plusieurs marchés publics. La société française Capgemini est impliquée dans les domaines de maîtrise d’œuvre et d'assistance à maîtrise d’ouvrage. La société Google est elle aussi l'une des parties prenantes de ce projet par le recours à la puissance de calculs de son infrastructure Cloud. Les photographies aériennes publiques de l’IGN sont les seules données à faire l’objet d’un traitement sur Google Cloud.